# تی‌اف‌ام (ماهی‌کش)
تی اف ام (پیسکیکید) (به انگلیسی: piscicide) یا (به اختصار TFM) یک ترکیب شیمیایی با شناسه پاب‌کم ۶۹۳۱ است.